# Nsimbala banza
Nsimbala banza är en insektsart som beskrevs av Irena Dworakowska 1974. Nsimbala banza ingår i släktet Nsimbala och familjen dvärgstritar. Inga underarter finns listade i Catalogue of Life.